# Calvary Chapel

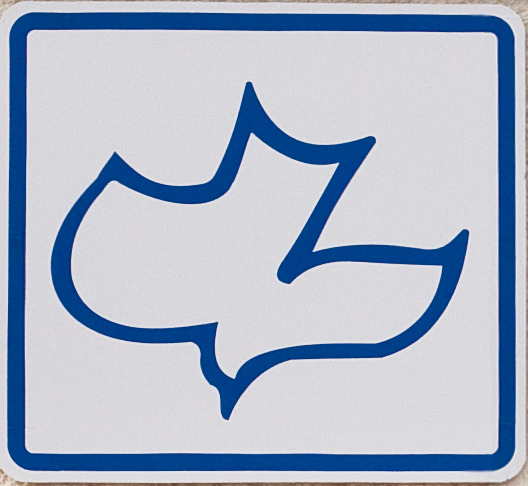
El logotipo de Calvary Chapel: la paloma representa al Espíritu Santo

Calvary Chapel es una iglesia evangélica no denominacional. Mantiene varias estaciones de radio en todo el mundo y opera muchos programas locales del Calvary Chapel Bible College.
Nacida en 1965 en el sur de California, esta comunidad de iglesias se desarrolló alrededor de la Calvary Chapel Costa Mesa de Chuck Smith.

## Historia
La asociación tiene su origen en la fundación de Calvary Chapel Costa Mesa (California), creada en 1965 por el pastor Chuck Smith de la Iglesia Internacional del Evangelio Cuadrangular con 25 personas. En 1968 se separaron de la Iglesia Cuadrangular. Antes de Smith, los miembros de Costa Mesa hablaron de su propia visión de convertirse en parte de un movimiento eclesial masivo.
En 1969, la Calvary Chapel se convirtió en un centro de lo que posteriormente se conocería como el Movimiento de Jesús, cuando la hija de Smith le presentó a su novio John Higgins Jr., un exhippie convertido al cristianismo que llegó a encabezar el mayor movimiento de fanáticos de Jesús de la historia, los Centros de Avivamiento Juvenil Shiloh (1968-1989). John Higgins presentó a Smith a Lonnie Frisbee, el "evangelista hippie" que se convirtió en una figura clave en el crecimiento tanto del Movimiento de Jesús como de la Calvary Chapel. Frisbee se mudó a la casa de Smith y atendía a otros hippies y jóvenes de la contracultura en las playas. Por la noche, traía a casa a nuevos conversos, y pronto la casa de Smith se llenó.[6] Frisbee se convirtió en líder de una casa de alquiler para el creciente grupo de hippies cristianos y bautizó la comuna como "Casa de los Milagros". Otras Casas de los Milagros se desarrollarían por toda California y más allá. A medida que la Calvary Chapel crecía "explosivamente", se erigió una carpa durante la construcción de un nuevo edificio.
Entre los conversos se encontraban músicos que comenzaron a escribir música para la alabanza y la adoración. Esto se convirtió en la génesis de la música de Jesús y los conciertos de rock cristiano. ¡Maranata! Music finalmente se formó para publicar y promover la música. Los servicios dirigidos por Frisbee generalmente se parecían más a conciertos de rock que a cualquier servicio de adoración de la época. Frisbee apareció en revistas y reportajes de noticias de la televisión nacional con imágenes de él bautizando a cientos de personas a la vez en el Océano Pacífico. La red de comunas/lugares de descanso/cafeterías de la Casa de los Milagros comenzó a realizar conciertos de divulgación en los que Smith o Frisbee predicaban, Frisbee invocaba al Espíritu Santo y las bandas recién formadas tocaban la música. A principios de la década de 1970, Calvary Chapel albergaba a diez o más grupos musicales, que eran representativos del movimiento del pueblo de Jesús. 
En 1982, John Wimber, pastor de Calvary Chapel, y el liderazgo de Calvary Chapel acordaron mutuamente separarse. La tensión había ido aumentando por el énfasis de Wimber en las manifestaciones espirituales, lo que llevó a Wimber a retirarse de Calvary Chapel y afiliarse a una red de iglesias que se convertiría en la Asociación de Iglesias de Vineyard.
En 2012, el pastor Chuck Smith fundó la Asociación Calvary Chapel (CCA) para unir a todas las iglesias del movimiento en todo el mundo.
El 3 de octubre de 2013, el pastor Smith murió después de una larga batalla contra el cáncer de pulmón. Smith permaneció como pastor principal de Calvary Chapel Costa Mesa durante su batalla contra el cáncer; esto incluyó la predicación en tres servicios el domingo antes de su muerte. 

## Prácticas
Los pastores de Calvary Chapel tienden a preferir sermones expositivos en lugar de temas temáticos y, a menudo, dan sus sermones secuencialmente desde Génesis hasta Apocalipsis en la Biblia. Creen que la predicación expositiva permite a la congregación aprender cómo todas las partes de la Biblia abordan temas en contraposición a los sermones temáticos que, en su opinión, permiten a los predicadores enfatizar ciertos temas más que otros. Otra ventaja, dicen, es que hace que los temas difíciles sean más fáciles de abordar porque los miembros de la congregación no sentirán que están siendo señalados. Considera que la enseñanza expositiva proporciona una enseñanza consistente que, con el tiempo, trae el "perfeccionamiento de los santos" que es parte de su filosofía general para la Iglesia. Al enseñar de manera expositiva a través de las Escrituras de manera secuencial, Calvary Chapel cree que Dios establece la agenda, no el pastor.
Calvary Chapels cree que la mayoría de las iglesias tienen un ambiente "dependiente, altamente organizado [y] estructurado", pero que la mayoría de la gente quiere una "forma de vida independiente e informal". Las iglesias del Calvario suelen tener un ambiente informal y relajado. Como implicación práctica de esta filosofía, la gente puede usar ropa informal para ir a la iglesia. La alabanza y la adoración generalmente consisten en música cristiana contemporánea alegre, aunque muchas de las iglesias también cantan himnos. El estilo de adoración generalmente refleja la región y la composición específica de la congregación.
Calvary Chapel no tiene un sistema formalizado de membresía en la iglesia. Llamar a una iglesia de Calvary Chapel generalmente significa asistir regularmente a los servicios religiosos y participar en compañerismo con otros "miembros" de la iglesia.

## Gente notable
- Chuck Smith (fallecido el 3 de octubre de 2013),  fundador del movimiento Calvary Chapel en la década de 1960; pastor principal de Calvary Chapel Costa Mesa en Santa Ana, California, hasta su muerte.
- Bob Coy, fundador de Calvary Chapel Fort Lauderdale. Dimitió en 2014 por un escándalo de adulterio.
- Lonnie Frisbee (fallecido en 1993), evangelista hippie en la década de 1960, figura clave del Movimiento de Jesús: "El primer monstruo de Jesús". Pastor en Calvary Chapel hasta 1971.
- Skip Heitzig, pastor principal del Calvario de Albuquerque desde 1982
- Greg Laurie, pastor principal, desde 1979, de Harvest Christian Fellowship en Riverside.
- Jack Hibbs, pastor principal y fundador de Calvary Chapel Chino Hills, junto con la red Real Life. Una figura clave en la enseñanza de la Biblia, profetiza el fin de los tiempos y, junto con Amir Tsarfati, dirige el popular programa Happening Now.
- Mike MacIntosh, pastor desde 2009 de Horizon Christian Fellowship en San Diego.
- Chuck Missler (fallecido el 1 de mayo de 2018), autor y profesor.
- Paul LeBoutillier, pastor principal y de Calvary Chapel Ontario desde 1990, y popular profesor en línea.